# Svayamvara

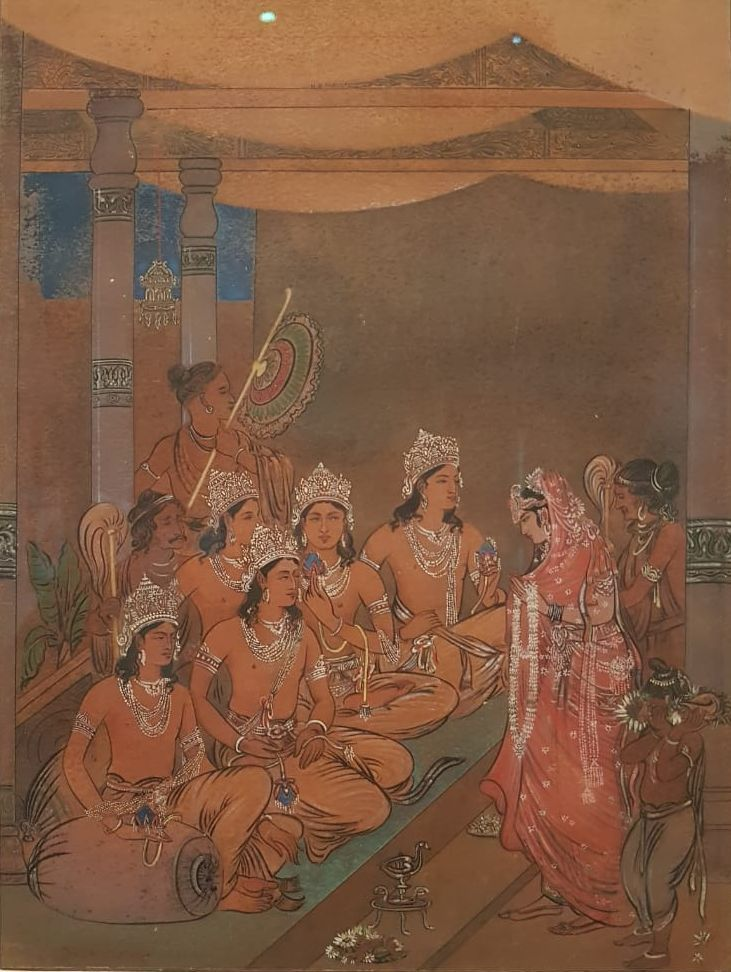
La cérémonie du Syayamvara de la princesse Damayanti, par Nandalal Bose.

Svayamvara (Sanskrit : स्वयं‍वर), ou parfois Swayamvara (graphie anglaise) est un terme qui, dans l'Inde ancienne, désigne le fait pour une fille en âge de se marier de se choisir un partenaire pour la vie, parmi une liste de soupirants. En sanskrit, Svayam signifie « soi-même », et Vara veut dire « choisir », ou « désirer ».
Le mot est souvent entendu en relation avec les grands mythes de l'hindouisme, comme c'est le cas avec le svayamvara de Draupadi, dans le Mahābhārata. 

## Exemples notoires deSvayamvara

### Sita et Rama
Dans l'épopée hindoue du Ramayana (sanskrit : रामायण), Sītā (sanskrit : सीता) épouse Rāma (sanskrit : राम), qui s'avère être seul capable de se servir du grand arc destructeur de Shiva.

### Draupadi
Au cours du svayamvara organisé pour Draupadi, le roi Draupada ajoute une épreuve d'adresse. Seul celui qui pourra bander l'arc confié par les dieux et atteindre sa cible avec cinq flèches pourra épouser Draupadi. Aucun des rois présents ne réussit l'exploit, d'autant plus difficile que la cible choisie est un poisson dont il faut percer l'œil d'une flèche, alors qu'il tourne sur une roue, en n'utilisant que le reflet du poisson sur une surface d'eau placée à cet effet. 
Seul, finalement, Arjuna, déguisé en brahmane, réussit finalement la prouesse de transpercer l'œil du poisson.

### Damayanti et Nala
Un autre exemple célèbre de svayamvara se trouve également dans le Mahabharata, où Damayanti choisit pour époux Nala, contre la volonté des dieux.

### Sanyogita et Prithviraj Chauhan
Sanyogita (ou Samyukta), la fille du roi Jaichand de Kannauj, était amoureuse de Prithviraj Chauhan, l'ennemi de son père. Ce dernier organisa alors un svayamvara pour sa fille ; mais, pour se moquer de Prithviraj, il installa une statue d'argile à l'image de celui-ci comme portier à l'entrée du svayamvara. Mais, pendant le déroulement de celui-ci, Sanyogita, la fille du roi, ignora tous ses prétendants et s'en alla décorer de guirlandes la statue de Prithviraj, en le proclamant son époux ; Prithviraj, caché derrière la statue, vint alors la chercher et l'enleva sur son cheval jusqu'à Delhi.   